# Maux
Maux é uma comuna francesa na região administrativa de Borgonha-Franco-Condado, no departamento Nièvre. Estende-se por uma área de 23,86 km². Em 2010 a comuna tinha 143 habitantes (densidade: 6 hab./km²).